# Dalai Lama
 For afsnittet i tv-serien "Klovn", se Dalai Lama (Klovn afsnit).
 Der er for få eller ingen kildehenvisninger i denne artikel, hvilket er et problem. Du kan hjælpe ved at angive troværdige kilder til de påstande, som fremføres i artiklen.

Dalai Lama er tibetanernes religiøse overhoved. Den nuværende Dalai Lama hedder Tenzin Gyatso. Af familie, venner og hof kaldet Kundun, hvilket betyder "tilstedeværelsen". Dalai Lama blev født i landsbyen Tagtser, i den tibetanske provins Amdo, i året 1935. En delegation, ledet af Keutsang Rinpoche, finder, i 1937, det lille barn, som ved udpegelse af den 13. Dalai Lamas personlige genstande, bekræfter at han er den nye inkarnation. I 1940, bliver den 14. Dalai Lama tronsat i Potala-paladset i Lhasa. Dalai Lama tihører Gelug-sekten af Tibetansk Buddhisme.
I lighed med Karmapa'erne, de tidligere Dalai Lama'er og andre lamaer, menes den nuværende Dalai Lama at være en emanation af den meget store og kendte bodhisattva Avalokiteshvara.  
Dette er med til at give Dalai Lama hans vigtige betydning, da han herved bliver et symbol på kærligheden til alle levende væsner. Dalai Lama anses af tibetanerne for at være selve den tibetanske folkesjæl og de omgiver ham derfor med stor respekt, kærlighed og hengivelse. Han er for mange personificeringen af begrebet fredskultur. Gennem hans personlighed og tro på at løse alle problemer på fredelig vis, giver han andre motivation til at arbejde for en fredeligere verden.
Dalai Lama er overhovedet i tibetanernes religion, men de har også et andet overhoved, under navnet Panchen Lama. Denne er lærermester for en fremtidige Dalai Lama, mens den nuværende Dalai Lama ville være det for den fremtidige Panchen Lama.
Direkte oversat betyder Dalai Lama visdommens ocean. Dette er meget sigende for dalai lamaerne, da de er legemliggørelsen af den aktive boddhisattva-tilstand. På grund af Dalai Lamaernes boddhisattva-tilstand kan deres hjælp nå ind i alle karmaverdener.
Dalai Lama er meget usekterisk, hvilket har betydet at han kender buddhismen i alle afkroge. Udover at være velbevandret i sutraene, mestrer han også de hemmelige dzogchen-belæringer, som egentlig hører Nyingmapa-skolen til, og er dermed mester i den højeste tantriske yoga.

## Inkarnationer af Dalai Lama
1. Gendun Drub (1392 – 1475)
2. Gendun Gyatso (1475 – 1542)
3. Sonam Gyatso (1543 – 1588)
4. Yonten Gyatso (1589 – 1617)
5. Ngawang Lobsang Gyatso (1617 – 1682)
6. Tsangyang Gyatso (1683 – 1706)
7. Kelsang Gyatso (1708 – 1757)
8. Jamphel Gyatso (1758 – 1804)
9. Lungtog Gyatso (1806 – 1815)
10. Tsultrim Gyatso (1816 – 1837)
11. Khedrup Gyatso (1838 – 1856)
12. Trinle Gyatso (1856 – 1875)
13. Thubten Gyatso (1876 – 1933)
14. Tenzin Gyatso (1935 – ?)*

* Af politiske og økonomiske grunde gik der to år fra den 13. Dalai Lama døde, til den 14. formelt blev indsat.[kilde mangler]